# Lars G. Linder
Lars Gösta Linder, född 22 december 1959 i Fors församling i Eskilstuna, är en svensk socialdemokratisk politiker som är kommunsekreterare för Socialdemokraterna, ordförande för Act Svenska kyrkan (Svenska kyrkans internationella arbete) och för Eskilstuna Stadsmission. Han var tidigare kyrkopolitisk ombudsman för Socialdemokraterna. Perioden 2007–2013 var han förbundssekreterare för Socialdemokrater för tro och solidaritet.
Linder var kommunalråd i Eskilstuna kommun 1986–1994, och ordförande för skolstyrelsen och därefter kommunstyrelsen från 1992. Under 1995 var han riksdagsledamot och därefter politiskt sakkunnig på närings- och inrikesdepartementen.
År 1997 anställdes Linder som departementsråd på Miljödepartementet med ansvar för satsningen "Lokala investeringsprogram". Åren 2002–2010 var han ledamot i landstingsfullmäktige i Södermanlands län.
Linder var början och fram till 2011 ordförande för Munktell Science Park, som öppnade i Eskilstuna 2005.